# Josia cruciata
Josia cruciata är en fjärilsart som beskrevs av Butler 1875. Josia cruciata ingår i släktet Josia och familjen tandspinnare. Inga underarter finns listade i Catalogue of Life.